# Бруа (регион)
Бруа (фр. Broye) — регион Швейцарии, разделенный между кантонами Во и Фрибур. Этот район орошается одноимённой рекой. Она образована из районов кантона Во — Broye-Vully (Бруа-Вюйи) и кантона Фрибур - La Broye fribourgeois (Ла-Бруа-фрибуржуа).

## Кантона Фрибур
Фрибуржская часть, или район Бруа разделена на несколько частей. Примерно половина округа, включая населенные пункты Домдидье, Сан-Обан или Портальбан, присоединена к основному корпусу кантона Фрибур. Другая половина района разделена на несколько частей, названных анклавами, поскольку они окружены территориями, принадлежащими кантону Во. К ним относятся анклав Эставайе-ле-Лак (самый большой), анклав Сюприер и анклав Вюсьян, не говоря уже о крошечном анклаве Нотр-Дам-де-Тур. Центром региона является Эставайе-Ле-Лак.

## Кантона Во
Район Broye-Vully простирается от Мудона до Аванша. Самый большой город в нём — Пайерн.